# Anniversaire de la Libération de l'Italie
L’Anniversaire de la Libération de l’Italie, également connu sous les noms de Fête de la Libération, Anniversaire de la Résistance ou plus simplement 25-Avril, est le jour férié, célébré chaque 25 avril en Italie, de commémoration de la fin de la Seconde Guerre mondiale, la fin du régime fasciste instauré par Mussolini ainsi que la fin de l’occupation nazie du pays.
La date du 25 avril a été choisie par convention, parce qu’elle correspond au jour de la libération des villes italiennes de Milan, Turin et Gênes en 1945.
C’est en 1946 que la date du 25 avril est choisie pour célébrer la Libération : dans la plupart des villes italiennes sont organisées des marches et défilés en mémoire de l’événement. C’est par le décret législatif n⁰ 185 du 22 avril 1946, intitulé « Disposizioni in materia di ricorrenze festive », qu’est instaurée officiellement cette journée nationale. Le décret déclare : « A celebrazione della totale liberazione del territorio italiano, il 25 aprile 1946 è dichiarato festa nazionale ».

## Sources
- (it) Cet article est partiellement ou en totalité issu de l’article de Wikipédia en italien intitulé « Anniversario della liberazione d'Italia » (voir la liste des auteurs).